# Deilus fugax
Deilus fugax là một loài bọ cánh cứng trong họ Cerambycidae.

## Hình ảnh

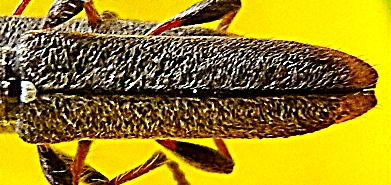
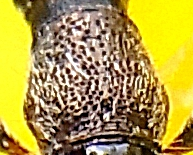
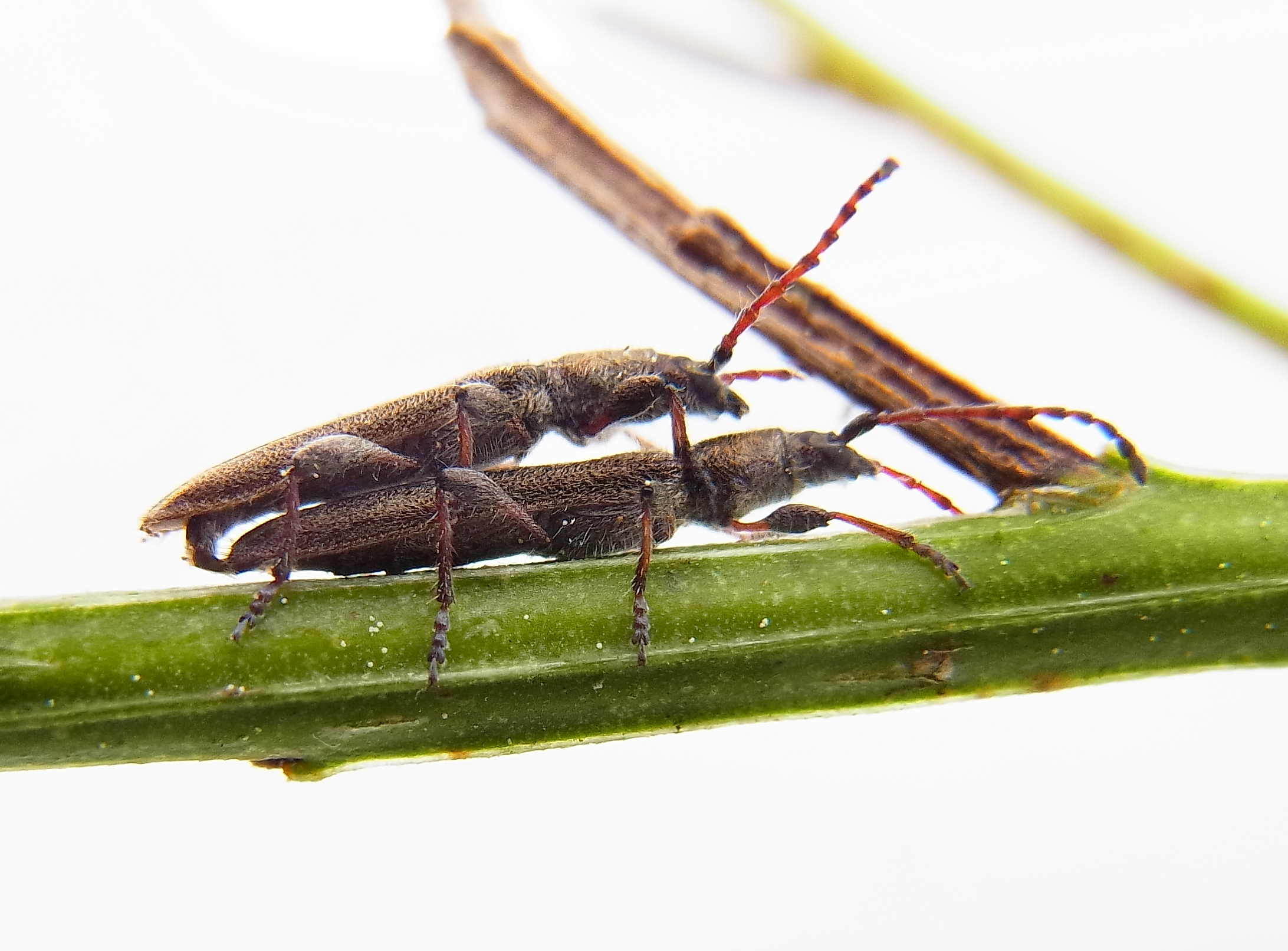
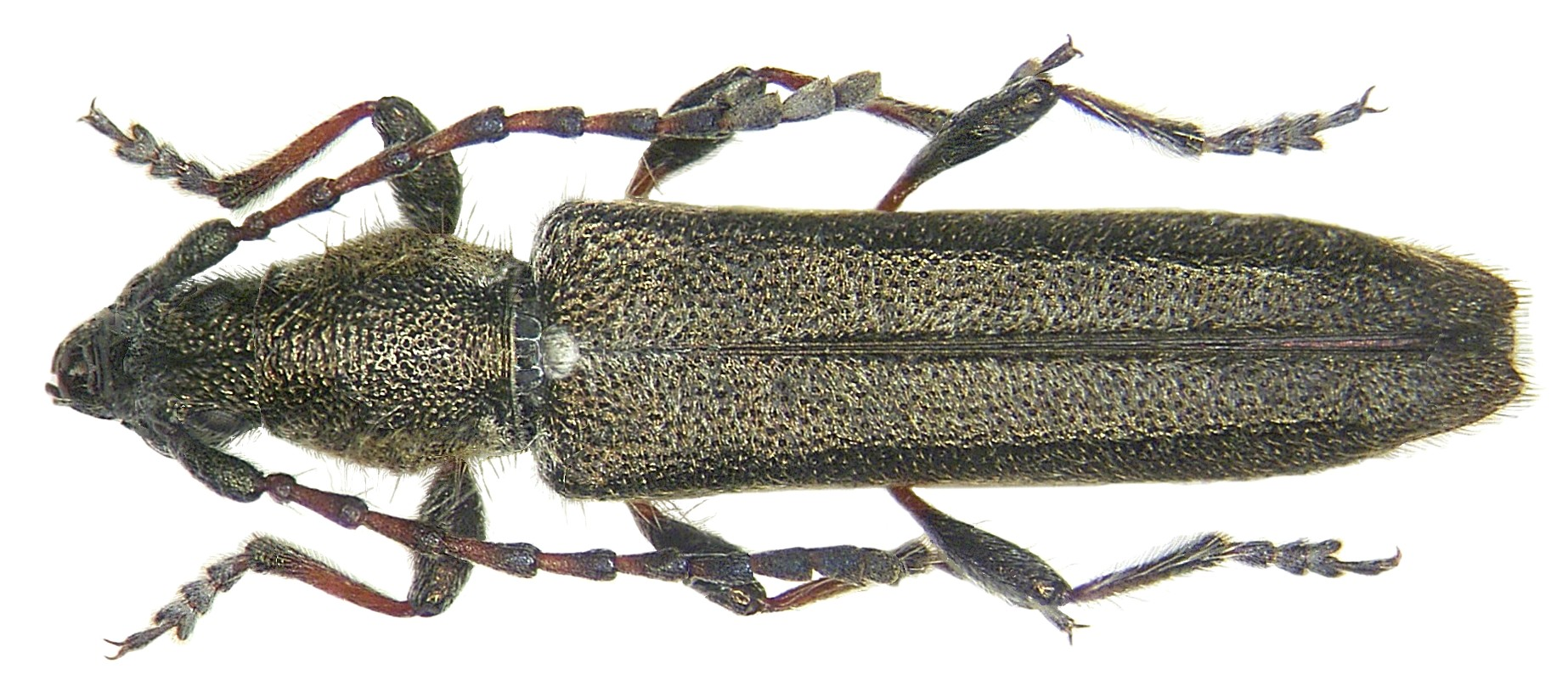